# Ivato (Amoron'i Mania)
Ivato is een plaats en commune in het centrum van Madagaskar, behorend tot het district Ambositra, dat gelegen is in de regio Amoron'i Mania. Tijdens een volkstelling in 2001 telde de plaats 14.984 inwoners. Bij de plaats kruisen de Route nationale 35 en de Route nationale 7 elkaar.
De plaats biedt naast lager onderwijs ook middelbaar onderwijs aan. 75 % van de bevolking werkt als landbouwer en 15 % houdt zich bezig met veeteelt. Het belangrijkste landbouwproduct is rijst; andere belangrijke producten zijn pinda's, bonen, maniok en tomaten. Verder is 10% actief in de dienstensector.